# Shawn Phelan
Shawn Michael Phelan (* 7. Januar 1975 in Stoughton, Massachusetts; † 27. September 1998 in Houston, Texas) war ein US-amerikanischer Filmschauspieler und Musiker.

## Leben
Shawn Michael Phelan war das einzige Kind von Dave und Bonnie Phelan, die 1982 von Massachusetts nach Texas zogen. 1984 beschloss der neunjährige Phelan, Schauspieler zu werden, doch er musste noch ganze fünf Jahre warten, ehe er 1989, im Alter von 14 Jahren, sein Debüt in einer Episode von Alle unter einem Dach gab.
Wunderbare Jahre und zuletzt Mord ist ihr Hobby waren weitere Fernsehserien, in denen Phelan Rollen übernahm. Sein bekanntester Spielfilm war der 1991 produzierte Thriller Boy Soldiers.
Seit dem Jahr 1980, als John Lennon erschossen wurde, war Phelan auch ein Fan der Beatles, und trat parallel als Schauspieler auch als Interpret zahlreicher ihrer Songs auf kleineren Bühnen auf.
Am 29. März 1994 wurde Phelans Auto von einem Lastkraftwagen gerammt. Phelan überlebte den Unfall mit einer schweren Kopfverletzung und fiel in ein Koma. Viereinhalb Jahre später, im September 1998, verstarb Phelan im Alter von 23 Jahren, ohne jemals wieder das Bewusstsein erlangt zu haben.